# Cristián Olguín Acuña
Juan Cristián Olguín Acuña (Santiago, Chile, 5 de diciembre de 1963) es un exfutbolista chileno, jugaba de delantero y militó en diversos clubes en Chile, conocido popularmente como Cepillín en alusión al personaje infantil de los años 80.

## Trayectoria
Se inició en las divisiones inferiores de Palestino en donde debutó en Primera División en el año 1981, en el cuadro tricolor realiza destacadas campañas en donde destaca el subcampeonato de Copa Chile 1985 y el subcampeonato nacional en 1986, en el equipo árabe compartía en delantera con Alfredo "Torpedo" Núñez y Oscar Fabbiani, entre otros.
En 1988 parte a Universidad de Chile, en donde es pilar fundamental en el retorno del cuadro azul a la Primera División al conseguir el título de la Segunda División 1989.
Luego en Coquimbo Unido logra un histórico subcampeonato en Primera División 1991, que le permite al cuadro pirata su única participación en Copa Libertadores 1992. Después de breves pasos por Provincial Osorno, Rangers y Deportes Iquique, terminó su carrera profesional en Unión San Felipe en la Segunda División los años 1995 y 1996.
Desde 2010 trabaja como director técnico en las Divisiones inferiores del club Cobresal.

## Selección nacional
Fue seleccionado adulto en 1989. Jugó un partido internacional, ante Ecuador.

#### Partidos internacionales
| 1     | 29 de enero de 1989 | Estadio del Barcelona Sporting Club, Guayaquil, Ecuador | Ecuador    | 1-0 | Chile |   |  | Orlando Aravena | Amistoso |
| Total | Total               | Total                                                   | Presencias | 1   | Goles | 0 |  |                 |          |

| Selección chilena | Selección chilena | Selección chilena |
| Año               | Partidos          | Goles             |
| ----------------- | ----------------- | ----------------- |
| 1989              | 1                 | 0                 |
| Total             | 1                 | 0                 |

## Clubes
| Club                 | País  | Año       |
| -------------------- | ----- | --------- |
| Palestino            | Chile | 1981-1987 |
| Universidad de Chile | Chile | 1988-1990 |
| Coquimbo Unido       | Chile | 1991-1992 |
| Provincial Osorno    | Chile | 1993      |
| Rangers              | Chile | 1994      |
| Deportes Iquique     | Chile | 1994      |
| Unión San Felipe     | Chile | 1995-1996 |

## Palmarés

### Campeonatos nacionales
| Título    | Club                 | País  | Año  |
| --------- | -------------------- | ----- | ---- |
| Primera B | Universidad de Chile | Chile | 1989 |